# Seznam děkanů Fakulty sportovních studií Masarykovy univerzity
Toto je seznam děkanů Fakulty sportovních studií Masarykovy univerzity.
1. Michal Charvát (2002–2009)
2. Jiří Nykodým (2010–2017)
3. Martin Zvonař (2018–2020)
4. Jan Cacek (od 2020)